# アルプ・ラングアルト
アルプ・ラングアルト (ドイツ語：Alp Languard) は、スイス東南部、グラウビュンデン州のオーバーエンガディン地方にあるチェアリフトの駅で、この地域を代表する展望スポットにもなっている。標高は2,330m。ピッツ・ラングワルト(3,262m) の中腹に位置し、ベルニナ・アルプスの眺望が広がる。駅付近にレストランが一軒ある。
アルプ・ラングアルトへは麓の村、ポントレジーナから二人乗りのチェアリフト、Chairlift Languard　で上がることができる。チェアリフトは例年6月上旬～10月中旬の運行で、冬期は休止。ハイキングの発着点として人気で、特にシャフベルグ経由、ムオタス・ムライユを結ぶコースは、オーバーエンガディン地方を代表するハイキングコースのひとつとなっている。